# Ljoedmila Roedenko

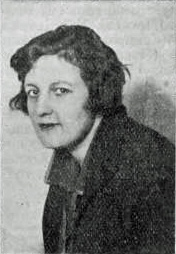
Ljudmila Rudenko

Ljoedmila Vladimirovna Roedenko (Russisch: Людмила Владимировна Руденко, Oekraïens: Людмила Володимирівна Руденко) (Loebni (bij Poltava, nu Oekraïne), 27 juli [O.S. 15 juli] 1904 - Leningrad, 5 maart 1986) was een  Oekraïense wereldkampioen en grootmeester in het schaken voor vrouwen.
Haar vader leerde haar schaken toen ze 10 jaar oud was, maar haar liefde ging eerst uit naar het zwemmen. Pas in 1925 toen ze in Leningrad woonde, legde ze zich toe op de schaaksport. In 1944 werd ze kampioen van Leningrad, in 1950 werd ze vrouwen-meester en won ze het toernooi om het wereldkampioenschap schaken voor vrouwen. In 1952 raakte ze die titel weer kwijt door een match tegen Jelizaveta Bykova te verliezen. In 1976 werd ze vrouwen-grootmeester. Ze droeg het Ereteken van de Sovjet-Unie.
Grigori Löwenfisch was een van haar trainers.
In 2002 werd het Ludmila Roedenko Memorial gehouden, winnares was Sandoegatsj Sjajdoellina.